# Трійник (геологія)
Трійник — точка де збігаються межі трьох тектонічних плит. Трійник може бути трьох видів: океанічний хребет, океанічний жолоб або трансформаційний розлом. Також можливий поділ згідно з типом океанічних плит утворюючих його. Із багатьох можливих трійників, лише не багато може бути постійними у часі.
Теорію трійника запропонували В. Джейсон Морган, Ден МакКензі, Таня Отвотер. Цей термін традиційно використовується для позначення збігу трьох меж тектонічних плит або розходящихся хребтів. Ці три прямуючі межі, ідеально утворюють кути у 120 °. В теорії тектоніки плит при руйнації континенту одна з меж новітньої плити буде прямувати континентом (дивись Авлакоген), дві інші прямують океаном. Спрединг півдня Атлантичного океану розпочинається з трійника в Гвінейській затоці. Одна з частин цього трійника формує рифт прямуючий дельтою Нігера і вулканами Камерунської лінії.
Файним прикладом є Афарський трійник, де перетинаються Рифт Червоного моря, Східно-Африканський рифт й Аденський хребет.
Іншим цікавим прикладом є активний Галапагоський трійник. Він є з'єднанням трьох океанічних плит Наска, Кокос й Тихоокеанської плити. Східно-Тихоокеанська височина прямує на північ і південь від трійника, Галопгоська височина на схід. Родзинкою цього трійника є Галапагоська мікроплита, яка розташована на південний схід від трійника.